# Carl-Olaf Homén
Carl-Olaf Lars Alexander Homén, född 24 mars 1936 i Helsingfors, är finlandssvensk idrottsentusiast, jurist och tidigare minister.
Homén bor på Mariegatan i Helsingfors. Han verkade som verkställande direktör för försäkringsbolaget Industriförsäkring mellan 1975 och 1996, då han avgick med pension.
Carl-Olaf Homén tog initiativet till evenemanget Stafettkarnevalen år 1961.
Homén är sonson till professorn och läkaren Alexander Homén.

## Förtroendeuppdrag inom sport och idrott

### Finland
- Svenska Finlands Skolidrottsförbund

Ordförande 1960–64
- Finlands Svenska Idrott CIF

Ordförande 1966–70
- Finlands Olympiska Kommitté

Generalsekreterare 1969–73
Vice ordförande 1981–84
Ordförande 1984–88
- Finlands Idrottsförbund

Ordförande 1977–80
- VM i friidrott 1983

Ordförande för arrangörskommittén
- Finlands Idrott

Styrelseordförande 1995–99
Ordförande 2000–03

### Internationellt
- Europeiska Friidrottsförbundet (EAA)

Styrelseledamot 1979–87
Ordförande 1987–99
Hedersordförande 1999-
- Internationella Friidrottsförbundet (IAAF)

Styrelseledaot 1987–99
Hedersledamot 1999–

## Politik
Carl-Olaf Homén verkade som Finlands försvarsminister 1974–1975. Hans parti är Svenska Folkpartiet, SFP.

## Utmärkelser
- Kommendörstecknet av Finlands Lejons orden,  6 december 1978[3]
- Kommendörstecknet av Finlands Vita Ros’ orden,  6 december 1983[4]
- Militärens förtjänstmedalj,  4 juni 1986[5]
- Finlands idrottskulturs stora förtjänstkors,  1994[6]
- Frihetskorsets 2. klass,  4 juni 1998[7]
- Kommendör av 1. klass av Nordstjärneorden[8]

[Redigera Wikidata]